# Jubileuszowy Zlot Trzydziestolecia Związku Harcerstwa Rzeczypospolitej
Jubileuszowy Zlot Trzydziestolecia Związku Harcerstwa Rzeczypospolitej – zlot harcerski, który odbył się w dniach 2-11 sierpnia 2019 roku w Rybakach koło Olsztyna nad Jeziorem Łańskim dla uczczenia 30-lecia istnienia Związku Harcerstwa Rzeczypospolitej. W zlocie udział wzięło ok. 6 tys. harcerzy i harcerek.
Zlot rozpoczął apel wraz z udziałem premiera Mateusza Morawieckiego. Wszyscy członkowie zlotu byli podzieleni na gniazda według chorągwi. Największymi atrakcjami zlotu były pielgrzymka do Gietrzwałdu, gdzie pobito rekord Polski w tańczeniu belgijki (4851 osób), koncert zespołów Cisza jak Ta i Maleo Reggae Rockets, gra Jamboree i igrzyska sportowe. Na zlocie pojawił się również prezydent Andrzej Duda, Julie Seton, najmłodsza wnuczka Ernesta Thompsona Setona, Krystyna Małkowska, wnuczka Olgi i Andrzeja Małkowskich oraz Rzecznik Praw Dziecka Mikołaj Pawlak.
Kontrowersje wywołał samochód z napisem "Małżeństwo i rodzina to chłopak i dziewczyna. Stop homopropagandzie i demoralizacji", który przywiózł sprzęt dla harcerzy z Gorzowa. Organizatorzy zapewnili, że nie był to ruch propagandowy i podjęli działania ku minimalizacji udziału samochodu w życiu obozowym.

## Komenda zlotu
Komendantka zlotu:
- hm. Małgorzata Siergiej

Komendantka zlotu Organizacji Harcerek:
- hm. Małgorzata Syrek

Komendant zlotu Organizacji Harcerzy:
- hm. Bolesław Bezeg

Sekretarz zlotu
- phm. Agnieszka Niekurzak